# سید حسین حسینی یزدی
سید حسین حسینی یزدی (زاده ۲۰ خرداد ماه ۱۳۳۷ خورشیدی در کاشمر) معروف به مهندس حسینی است. وی در خانواده‌ای مذهبی متولد و رشد یافته و شغل پدر و پدران بزرگش همگی تجارت بوده‌است.

## تحصیلات
در دوران تحصیل پس از گذراندن دوره مکتب، دبستان و راهنمایی، به دبیرستان راه پیدا می‌کند و پس از آن در دانشگاه به تحصیل رشته عمران و راه و شهرسازی تا سطح فوق لیسانس می‌پردازد؛ و در سال ۱۳۶۱ به استخدام رسمی آموزش و پرورش در می‌آید.

## شهرداری
در سال ۱۳۷۶، با روی کار آمدن دولت اصلاحات، استاندار وقت استان خراسان، او را به سمت شهردار در شهر کاشمر برمی‌گزیند. با تشکیل اولین شورای اسلامی شهر در سال ۱۳۷۸، وی با حسن نظر هفت عضو وقت آن شورا مواجه و در سمت خود ابقا می‌شود. وی در سال ۱۳۸۴ از سمت شهردار استعفا داد. او با هفت سال سابقه شهرداری، بیشترین مدت شهرداری را در بین چهل و دو شهردار دیگر کاشمر دارد.

## شورای شهر

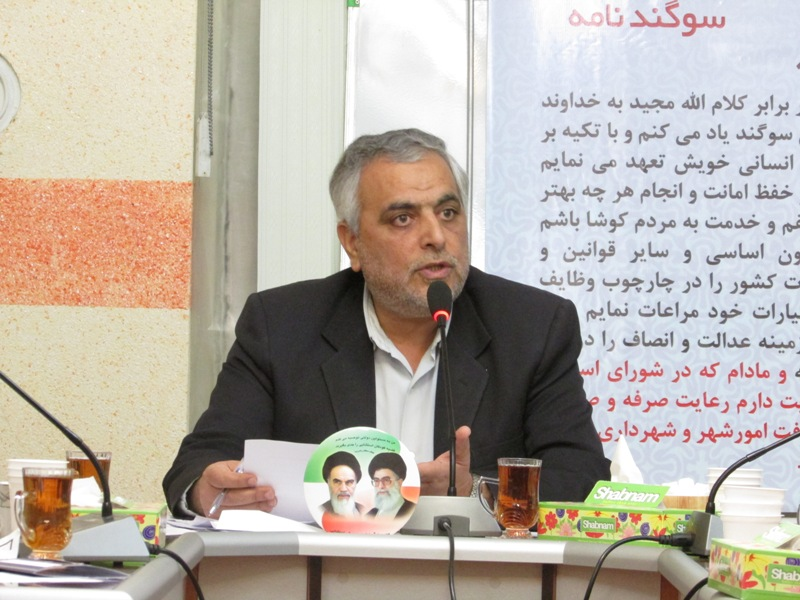
مهندس حسینی، بر مسند ریاست در جلسه علنی پارلمان شهری کاشمر

پس از یک سال و اندی دوری از عرصه سیاست شهر کاشمر، در انتخابات سوم شوراهای شهر شرکت می‌کند و منتخب مردم در پارلمان شهری کاشمر می‌شود. از ریاست سازمان توسعه گردشگری استان خراسان رضوی استعفا می‌دهد و به کاشمر بازمی‌گردد. از مرداد ۱۳۸۵ خورشیدی به عنوان رئیس شورا انتخاب شده و تا پایان شورای سوم بر همین منصب باقی می‌ماند. در انتخابات چهارم شورای شهر نیز شرکت می‌کند و به عنوان نماینده مردم در این شورا به مدت چهار سال نیز انتخاب می‌شود. از دوازدهم شهریور یکهزار و سیصد و نود و دو (ابتدای شورای چهارم) تا یکم شهریور ۱۳۹۶ (پایان شورای چهارم) ریاست شورای شهر کاشمر را به عهده داشت.

## دیگر فعالیت‌ها
مهندس حسینی، عضو هیئت مؤسسین شرکت‌های کاشی زهره و مدرس کاشمر نیز هست. در دوره‌ای وی رئیس هیئت مدیره و دوره‌ای دیگر مدیرعامل شرکت کاشی و لعاب زهره کاشمر بود. اکنون نیز عضو هیئت مدیره ی این شرکت است.
در سال ۱۳۹۱ خورشیدی، شعبه کانون کارشناسان رسمی دادگستری را در کاشمر تأسیس کرد و به سمت ریاست این کانون درآمد.
مهندس حسینی مدیرعامل تعاونی مسکن اصناف شهرستان کاشمر نیز بوده‌است.

## شایعه فرمانداری
در محافل و انجمن‌های سیاسی شهر کاشمر و همچنین در بین عموم مردم شایعه‌ای مبنی بر فرماندار شدن مهندس حسینی یزدی در کاشمر پس از پایان کارش در شورای شهر گسترش یافت. پیشنهادهایی برای او که پس از استعفا از شهرداری در سال ۱۳۸۴ جهت تصدی فرمانداری شهرستان‌های نیشابور، فریمان، سبزوار و معاونت فرمانداری مشهد وجود داشت و با مخالفت وی مواجه شد بر این شایعه‌ها در شهر کاشمر اثرگذار بود.
این شایعات هیچ‌گاه از طرف هیچ فرد یا نهادی تأیید یا تکذیب نشد.